# 5号密西西比州州道
5号密西西比州州道（英語：Mississippi Highway 5，MS5）是美国密西西比州的一条南北走向的州道，全长43公里，全线均位于本頓縣境内，北起72号美国国道（US72），南至178号密西西比州州道（MS178）。